# Ausschuss (HRR)
Der Ausschuss, auch Landesausschuss war ein bewaffnetes Aufgebot im Heiligen Römischen Reich, zu dessen Aufgaben sowohl die Landesverteidigung, als auch die Strafverfolgung gehörte.

## Definition
Der Ausschuss war eine paramilitärisch organisierte Truppeneinheit, die von Reichsständen aus der Einwohnerschaft ihrer Herrschaftsgebiete rekrutiert wurde. Dabei handelte es sich nicht um eine permanent aufgestellte Truppe, sondern um eine Art Miliz, die nur im Bedarfsfall einberufen wurde. Hierfür hatten alle Städte und Gemeinden eines Amtsbezirks eine gewisse Anzahl von wehrfähigen Männern an den Ausschuss abzustellen, wobei der Umfang des zu entsendenden Kontingents von der Größe der jeweiligen Kommune abhing. Die auch als Landwehrausschuss bezeichnete Einheit wurde unter anderem im Dreißigjährigen Krieg zur Landesverteidigung eingesetzt.
Neben militärischen Aufgaben hatte der Ausschuss auch exekutive Tätigkeiten wahrzunehmen, denn im Rahmen der Hochgerichtsbarkeit wurde er zur Ergreifung flüchtiger Straftäter eingesetzt. Aufgeboten wurde der Ausschuss dabei vom Cent- bzw. Fraischrichter, dem als obersten Beamten eines Hochgerichtsamtes die Ausübung dieser Gerichtsbarkeit oblag. Wie vor Durchsetzung der Gewaltenteilung im 19. Jahrhundert auch in anderen Rechtsbereichen üblich, nahm dieser Richter dabei sowohl exekutive, wie auch judikative Aufgaben wahr.
Das Mandat zur Strafverfolgung beschränkte sich immer nur auf den Zuständigkeitsbereich eines Hochgerichtsamtes (d. h. eines Cent- oder Fraischamtes), über dessen fest umrissene Grenzen hinaus war dem Ausschuss hingegen eine Verfolgung flüchtiger Straftäter untersagt. Dies galt auch für die innerhalb des Hochgerichtsbezirks liegenden Limitierte Centen, in den Dorfmarkungen dieser Gebiete stand dem die Dorf- und Gemeindeherrschaft ausübenden Vogteiherrn das Recht zur Arrestierung flüchtiger Krimineller zu. Lediglich bei der Verfolgung entflohener Häftlinge war dem Ausschuss das Betreten dieser Gebiete gestattet. Der Einsatz des Ausschusses nahm seit dem 17. Jahrhundert immer größere Ausmaße an, die dabei eingesetzten Kontingente hatten bisweilen die Stärke ganzer Kompanien. Sofern bei der Aburteilung des ergriffenen Kriminellen ein Todesurteil verhängt worden war, wurde dieses in Anwesenheit des gesamten Ausschusses vollstreckt.